# J-Ax
J-Ax, nome artístico de Alessandro Aleotti (Milão, 5 de Agosto de 1972), é um cantor italiano de pop rap.

## Discografia

### ComArticolo 31[1]
- 1993 - Strade di città Com 70.000 copias vendidas
- 1994 - Messa di vespiri Com 160.000 copias vendidas
- 1996 - Così com'è Com 600.000 copias vendidas
- 1998 - Nessuno Com 200.000 copias vendidas
- 1999 - Xché sì
- 2000 - Greatest Hits (Articolo 31)
- 2002 - Domani smetto Com 180.000 copias vendidas
- 2003 - Italiano medio com 300.000 copias vendidas
- 2004 - La riconquista del forum

### solo
- 2006 - Di sana pianta com 100.000 copias
- 2009 - Rap n' Roll com 60.000 copias
- 2009 - Deca Dance com  53.335 copias
- 2009 - Le mie palle di Natale ( DVD live) com 1500 copias - DVD live

### Com Due di Picche
- 2010 - C'eravamo tanto odiati

### Singles
- 2006 - Ti amo o ti ammazzo
- 2006 - Piccoli per sempre
- 2007 - Tua mamma
- 2007 - + Stile (feat. The Style])
- 2008 - Limonare al multisala (fuori dall'album Rap n' Roll)
- 2008 - I vecchietti fanno O
- 2009 - Tre paperelle (feat. Irene Viboras)
- 2009 - Rap n' Roll (feat. Gué Pequeno)
- 2009 - Deca Dance
- 2009 - Anni amari (feat. Pino Daniele)
- 2009 - Immorale

### Street Video
- 2006 - S.N.O.B.
- 2007 - Escono i pazzi
- 2007 - Aqua nella scquola
- 2008 - Uno di noi
- 2009 - Aumentaci le dosi
- 2009 - Rap n' Roll
- 2009 - Immorale

### Colaboração  (Não presentes nos seus discos)
- 1992: Articolo 31 Sei quello che Sei
- 1993: Chief & Soci feat. Dj Zak e J-Ax - 'Dalle nove alle sei'
- 1995: Solo Zippo feat. J-Ax - 'Dalla A alla zeta' (da Ho un ronzio nella testa)
- 1996: Dj Enzo feat. J-Ax - 'Quelli come me (prod. Dj Enzo - da Tutti x uno)
- 1997: Space One feat. J-Ax  - I primi della lista (prod. DJ Jad - da Tutti contro Tutti)
- 1997: Space One feat. J-Ax - Tutti contro tutti (prod. DJ Jad - da Tutti contro Tutti)
- 1997: Rima nel Cuore feat. J-Ax Latte versato
- 2001: Space One feat. J-Ax, Grido, Thema e Posi Argento - A.A.D.D.S.S(SF) (prod. DJ Jad - da Il Cantastorie)
- 2001: 883 feat. J-Ax "Noi Parte 2" álbum "Uno in più"
- 2001: Timoria feat. Articolo 31 - Mexico
- 2002: Stadio feat. J-Ax - Un altro grande figlio di puttana
- 2006:  J-Ax feat. Marracash, Space One, Guè Pequeno, Jake la Furia e Chief - Snob Reloaded (prod. Don Joe/Fabio B)
- 2007: Space One feat. J-Ax, Grido e Thema - Amici un cazzo (prod. THG - da Il ritorno)
- 2008: Pino Scotto feat. J-Ax - Come noi - (da Datevi Fuoco)
- 2008: Marracash feat. J-Ax e Gue Pequeno - Fattore Wow (prod. Don Joe - da Marracash)
- 2009: Gemelli DiVersi feat. J-Ax, Space One - Senza fine - (prod. THG - da Senza fine)
- 2009: Pino Daniele feat. J-Ax - Il sole dentro di me
- 2009: Artisti Uniti Per L'Abruzzo - Domani 21/04.09
- 2009: Club Dogo feat. J-Ax - Brucia ancora (prod. Don Joe - da Dogocrazia)

## Livros
- I pensieri di nessuno, 1998, Ricordi-Publication. ISBN 88-87018-08-1

## Premios e Reconhecimentos
- 1993 Disco de ouro do álbumStrade di città
- 1994 Dois discos de platina Messa di vespiri
- 1995 Un disco per l'estate Com a canção Ohi Maria
- 1996 Seis discos de platina pelo álbum Cosi Com'è
- 1998 MTV Europe Music Awards: Best Italian Act com a canção La fidanzata
- 1998 Dois discos de platina pelo álbum Nessuno
- 2002 Dois discos de platina pelo álbum Domani smetto
- 2003 Quatro discos de platina pelo álbum Italiano medio
- 2007 MTV Europe Music Awards: Best Italian Act con il singolo Ti amo ti ammazzo
- 2007 Dois discos de platina pelo álbum Di sana pianta
- 2009 Discos de platina pelo álbum Rap 'n' Roll
- 2009 Discos de platina pelo álbum Deca Dance
- 2010 TRL Awards 2010 History Awards
- 2010 Wind Music Awards Disco d'oro per l'album Deca Dance

## Ligações
- Sito e forum ufficiale
- Sito Spaghetti Funk
- Intervista per Skuola.net sul suo passato scolastico e sui suoi ricordi di adolescenza
- Scheda Artista su TeamWorld
- Sito ufficiale Due Di Picche